# 24 Heures du Mans 2020
Navigation
Édition précédente Édition suivante
Les 24 Heures du Mans 2020 sont la 88e édition de l'épreuve, la 7e manche du calendrier du Championnat du monde d'endurance FIA 2019-2020 et se déroulent les 19 et 20 septembre 2020 sur le circuit de la Sarthe.
Elles devaient initialement avoir lieu les 13 et 14 juin et être la 8e et dernière manche du Championnat du monde d'endurance FIA 2019-2020, mais à cause de l'évolution de la pandémie du coronavirus et des dernières directives gouvernementales, l'édition 2020 est reportée aux 19 et 20 septembre 2020.
Compte tenu des restrictions sanitaires, l'édition se déroule à huis clos.

## Engagés

### Invités
La participation aux 24 Heures du Mans se fait sur invitation uniquement.

#### Invitation dans la catégorie Garage 56
Afin de promouvoir les nouvelles technologies, l’ACO peut inviter un concurrent présentant une voiture innovante, en catégorie « Garage 56 », ne répondant pas aux règlements techniques du Championnat du Monde d’Endurance de la FIA 2019-2020.

#### Invitations en fonction des résultats aux 24H du Mans ou autres séries/championnats
Des invitations sont attribuées aux écuries qui ont :
- gagné dans leur catégorie lors des précédents 24 Heures du Mans (chaque écurie est invitée dans la catégorie qu'elle a gagnée)
- remporté ou terminé second le championnat European Le Mans Series dans la catégorie LMP2 (ces écuries sont invitées en LMP2)
- remporté ou terminé second le championnat European Le Mans Series dans la catégorie LM GTE (ces écuries peuvent choisir entre LMGTE Pro et LMGTE Am)
- remporté le championnat European Le Mans Series dans la catégorie LMP3 (l'écurie est invitée en LMP2)
- remporté la Michelin Le Mans Cup dans la catégorie GT3 (l'écurie est invitée en LMGTE Am)
- remporté le championnat Asian Le Mans Series dans les catégories LMP2 ou LMP2 Am (chacune est invitée en LMP2)
- remporté le championnat Asian Le Mans Series dans la catégorie LMP3 (l'écurie est libre de choisir entre LMP2 et LMGTE Am)
- remporté le championnat Asian Le Mans Series dans la catégorie GT (l'écurie est invitée en LMGTE Am)
- été désignées par les organisateurs de l'IMSA WeatherTech SportsCar Championship (2 invitations)

L'IMSA accorde ces deux invitations aux pilotes remportant les trophées Jim Trueman et Bob Akin (pilotes bronze ou silver ayant marqué le plus de point dans ce championnat respectivement en catégorie LPM2 et GTD). Ces pilotes peuvent choisir l'équipe avec laquelle ils honoreront ces invitations (respectivement en catégorie LMP2 et GTE Am).
Ces invitations ne peuvent être attribuées aux concurrents ELMS, Weathertech SCC, Asian LMS et Michelin Le Mans Cup que s'ils ont participé à toutes les épreuves de la série/championnat concerné.
Elles ne peuvent être attribuées aux concurrents des 24 Heures du Mans que s'ils ont participé à toutes les épreuves de l’une des séries ELMS, IMSA WeathertechSportscar Championship ou Asian LMS.
Chacune de ces invitations ne pourra être accordée que si la voiture concernée est engagée en 2020 dans l’un des trois championnats suivants : l'Asian Le Mans Series, l'European Le Mans Series ou l'IMSA WeatherTech SportsCar Championship.
Une équipe ne peut bénéficier de plus de deux invitations d'après ses résultats.
Les limitations ci-dessus ne s'appliquent qu'aux invitations en fonction des résultats.
| Raison de l'invitation                                            | LMP1                                              | LMP2                                 | LMGTE Pro             | LMGTE Am       |
| ----------------------------------------------------------------- | ------------------------------------------------- | ------------------------------------ | --------------------- | -------------- |
| Vainqueurs des 24 Heures du Mans 2019                             | Toyota Gazoo Racing                               | Signatech Alpine Matmut              | AF Corse              | Team Project 1 |
| Champions ELMS 2019 (LMP2 et GTE)                                 |                                                   | IDEC Sport Racing                    | Luzich Racing         | Luzich Racing  |
| Deuxième ELMS 2019 (LMP2 et GTE)                                  | G-Drive Racing                                    | Dempsey-Proton Racing                | Dempsey-Proton Racing |                |
| Champion ELMS 2019 (LMP3)                                         | EuroInternational                                 |                                      |                       |                |
| Lauréat du Trophée Bob Akin WeatherTech SportsCar Championship    |                                                   | Richard Heistand avec JMW Motorsport |                       |                |
| Lauréat du Trophée Jim Trueman WeatherTech SportsCar Championship | Cameron Cassels avec Performance Tech Motorsports |                                      |                       |                |
| Champions Asian Le Mans Series 2019-2020 (LMP2 Pro et GT)         | G-Drive Racing By Algarve                         | HubAuto Corsa                        | HubAuto Corsa         |                |
| Champion Asian Le Mans Series 2019-2020 (LMP2 Am)                 | Rick Ware Racing                                  |                                      |                       |                |
| Champion Asian Le Mans Series 2019-2020 (LMP3)                    | Nielsen Racing                                    |                                      |                       |                |
| Champion Michelin Le Mans Cup 2019 (GT3)                          |                                                   | Kessel Racing                        |                       |                |

Le tableau ci-dessus prend en compte la disqualification post-course des 24 Heures du Mans 2019 de la Ford no 85 du Keating Motorsport (initialement déclarée gagnante en LMGTE Am).
Inter Europol Competition, initialement déclaré champion ELMS en catégorie LMP3, s'est vu infligé une pénalité de 9 tours pour non respect du temps de conduite minimal d'un pilote bronze à l'issue de la manche finale de Portimão. Elle a donc perdu la deuxième place de cette épreuve, le titre du championnat et l'invitation qui en découlait au profit de EuroInternational (Toutefois Inter Europol Compétition a fait appel de cette décision et le classement modifié reste provisoire).
Chacune des quatre équipes gagnantes dans leur catégorie des 24 Heures du Mans 2019, sont inscrites pour le Championnat du monde d'endurance FIA 2019-2020 et sont invitées à ce titre. Théoriquement pour bénéficier en plus de leurs invitations au titre de gagnants des 24 Heures du Mans 2019 elles devraient engager une voiture dans l’un des trois championnats suivants : l'Asian Le Mans Series, l'European Le Mans Series ou l'IMSA WeatherTech SportsCar Championship. Sur la saison 2019 seul le Team Project One satisfaisait cette condition.

#### Invitation des concurrents engagés dans le Championnat du Monde d’Endurance de la FIA 2019-2020
Les écuries engagées dans le Championnat du monde d'endurance FIA 2019-2020 sont invitées.

#### Autres invitations
Les autres invitations sont faites sur dossier.

### Liste officielle
Une première liste de 62 engagés est publiée par l'ACO le 28 février accompagnée d'une liste de 10 réservistes afin de remplacer d'éventuelles invitations non acceptées ou retirées.
Par la suite cette liste subit plusieurs mises à jour du fait de défections (une part de celles-ci étant des conséquences de l'épidémie COVID-19) avec l'intégration de réservistes en remplacement.
La liste ci-dessous correspond à celle publiée par l'ACO le 17 juillet 2020 qui ne contient plus que 60 engagés alors qu'il n'y a plus de réservistes.
| No.       | Pays | Écurie                    | Voiture                  | Pneu | Pilote 1                  | Pilote 2               | Pilote 3                |
| LMP1      | LMP1 | LMP1                      | LMP1                     | LMP1 | LMP1                      | LMP1                   | LMP1                    |
| --------- | ---- | ------------------------- | ------------------------ | ---- | ------------------------- | ---------------------- | ----------------------- |
| 1         |      | Rebellion Racing          | Rebellion R13-Gibson     | M    | Gustavo Menezes           | Norman Nato            | Bruno Senna             |
| 3         |      | Rebellion Racing          | Rebellion R13-Gibson     | M    | Nathanaël Berthon         | Louis Delétraz         | Romain Dumas            |
| 4         |      | ByKolles Racing           | Enso CLM P1/01-Gibson    | M    | Tom Dillmann              | Bruno Spengler         | Oliver Webb             |
| 7         |      | Toyota Gazoo Racing       | Toyota TS050 Hybrid      | M    | Mike Conway               | Kamui Kobayashi        | José María López        |
| 8         |      | Toyota Gazoo Racing       | Toyota TS050 Hybrid      | M    | Sébastien Buemi           | Brendon Hartley        | Kazuki Nakajima         |
| LMP2      |      |                           |                          |      |                           |                        |                         |
| 11        |      | EuroInternational         | Ligier JS P217-Gibson    | M    | Adrien Tambay             | Erik Maris             | Christophe d'Ansembourg |
| 16        |      | G-Drive Racing by Algarve | Aurus 01-Gibson          | G    | Ryan Cullen               | Oliver Jarvis          | Nick Tandy              |
| 17        |      | IDEC Sport                | Oreca 07-Gibson          | M    | Patrick Pilet             | Kyle Tilley            | Jonathan Kennard (en)   |
| 21        |      | DragonSpeed USA           | Oreca 07-Gibson          | M    | Memo Rojas                | Timothé Buret          | Juan Pablo Montoya      |
| 22        |      | United Autosports         | Oreca 07-Gibson          | M    | Filipe Albuquerque        | Phil Hanson            | Paul di Resta           |
| 24        |      | Nielsen Racing            | Oreca 07-Gibson          | M    | Tony Wells                | Garett Grist           | Alex Kapadia            |
| 25        |      | Algarve Pro Racing        | Oreca 07-Gibson          | G    | John Falb                 | Simon Trummer          | Matt McMurry            |
| 26        |      | G-Drive Racing            | Aurus 01-Gibson          | M    | Roman Rusinov             | Mikkel Jensen          | Jean-Éric Vergne        |
| 27        |      | DragonSpeed USA           | Oreca 07-Gibson          | M    | Ben Hanley                | Henrik Hedman          | Renger van der Zande    |
| 28        |      | IDEC Sport                | Oreca 07-Gibson          | M    | Richard Bradley           | Paul-Loup Chatin       | Paul Lafargue           |
| 29        |      | Racing Team Nederland     | Oreca 07-Gibson          | M    | Frits van Eerd            | Giedo van der Garde    | Nyck de Vries           |
| 30        |      | Duqueine Team             | Oreca 07-Gibson          | M    | Tristan Gommendy          | Jonathan Hirschi       | Konstantin Tereshchenko |
| 31        |      | Panis Racing              | Oreca 07-Gibson          | G    | Julien Canal              | Nico Jamin             | Matthieu Vaxivière      |
| 32        |      | United Autosports         | Oreca 07-Gibson          | M    | Alex Brundle              | William Owen           | Job van Uitert          |
| 33        |      | High Class Racing         | Oreca 07-Gibson          | M    | Anders Fjordbach          | Mark Patterson         | Kenta Yamashita         |
| 34        |      | Inter Europol Competition | Ligier JS P217-Gibson    | M    | René Binder               | Jakub Śmiechowski      | Matevos Isaakyan        |
| 35        |      | Eurasia Motorsport        | Ligier JS P217-Gibson    | M    | Nick Foster               | Roberto Merhi          | Nobuya Yamanaka         |
| 36        |      | Signatech Alpine Elf      | Alpine A470-Gibson       | M    | Thomas Laurent            | André Negrão           | Pierre Ragues           |
| 37        |      | Jackie Chan DC Racing     | Oreca 07-Gibson          | G    | Gabriel Aubry             | Will Stevens           | Ho-Pin Tung             |
| 38        |      | Jota Sport                | Oreca 07-Gibson          | G    | António Félix da Costa    | Anthony Davidson       | Roberto González        |
| 39        |      | SO24-HAS By Graff         | Oreca 07-Gibson          | M    | James Allen               | Vincent Capillaire     | Charles Milesi          |
| 42        |      | Cool Racing               | Oreca 07-Gibson          | M    | Antonin Borga             | Alexandre Coigny       | Nicolas Lapierre        |
| 47        |      | Cetilar Racing            | Dallara P217-Gibson      | M    | Andrea Belicchi           | Roberto Lacorte        | Giorgio Sernagiotto     |
| 50        |      | Richard Mille Racing Team | Oreca 07-Gibson          | M    | Tatiana Calderón          | Sophia Flörsch         | Beitske Visser          |
| LMGTE Pro |      |                           |                          |      |                           |                        |                         |
| 51        |      | AF Corse                  | Ferrari 488 GTE Evo      | M    | James Calado              | Alessandro Pier Guidi  | Daniel Serra            |
| 63        |      | WeatherTech Racing        | Ferrari 488 GTE Evo      | M    | Cooper MacNeil            | Jeff Segal             | Toni Vilander           |
| 71        |      | AF Corse                  | Ferrari 488 GTE Evo      | M    | Sam Bird                  | Miguel Molina          | Davide Rigon            |
| 82        |      | Risi Competizione         | Ferrari 488 GTE Evo      | M    | Sébastien Bourdais        | Olivier Pla            | Jules Gounon            |
| 91        |      | Porsche GT Team           | Porsche 911 RSR-19       | M    | Gianmaria Bruni           | Richard Lietz          | Frédéric Makowiecki     |
| 92        |      | Porsche GT Team           | Porsche 911 RSR-19       | M    | Michael Christensen       | Kévin Estre            | Laurens Vanthoor        |
| 95        |      | Aston Martin Racing       | Aston Martin Vantage AMR | M    | Marco Sørensen            | Nicki Thiim            | Richard Westbrook       |
| 97        |      | Aston Martin Racing       | Aston Martin Vantage AMR | M    | Alex Lynn                 | Maxime Martin          | Harry Tincknell         |
| LMGTE Am  |      |                           |                          |      |                           |                        |                         |
| 52        |      | AF Corse                  | Ferrari 488 GTE Evo      | M    | Steffen Görig             | Christoph Ulrich       | Alexander West (de)     |
| 54        |      | AF Corse                  | Ferrari 488 GTE Evo      | M    | Francesco Castellacci     | Giancarlo Fisichella   | Thomas Flohr            |
| 55        |      | Spirit of Race            | Ferrari 488 GTE Evo      | M    | Duncan Cameron            | Matt Griffin           | Aaron Scott             |
| 56        |      | Team Project 1            | Porsche 911 RSR (2017)   | M    | Matteo Cairoli            | Egidio Perfetti        | Larry ten Voorde (en)   |
| 57        |      | Team Project 1            | Porsche 911 RSR (2017)   | M    | Jeroen Bleekemolen        | Felipe Fraga           | Ben Keating             |
| 60        |      | Iron Lynx                 | Ferrari 488 GTE Evo      | M    | Claudio Schiavoni         | Sergio Pianezzola (de) | Paolo Ruberti           |
| 61        |      | Luzich Racing             | Ferrari 488 GTE Evo      | M    | Francesco Piovanetti (de) | Côme Ledogar           | Oswaldo Negri Jr.       |
| 62        |      | Red River Sport           | Ferrari 488 GTE Evo      | M    | Bonamy Grimes             | Charles Hollings       | Johnny Mowlem           |
| 66        |      | JMW Motorsport            | Ferrari 488 GTE Evo      | M    | Richard Heistand          | Jan Magnussen          | Maxwell Root            |
| 70        |      | MR Racing                 | Ferrari 488 GTE Evo      | M    | Kei Cozzolino             | Takeshi Kimura         | Vincent Abril           |
| 72        |      | HubAuto Racing            | Ferrari 488 GTE Evo      | M    | Morris Chen               | Marcos Gomes           | Tom Blomqvist           |
| 75        |      | Iron Lynx                 | Ferrari 488 GTE Evo      | M    | Rino Mastronardi          | Matteo Cressoni        | Andrea Piccini          |
| 77        |      | Dempsey-Proton Racing     | Porsche 911 RSR (2017)   | M    | Christian Ried            | Riccardo Pera          | Matt Campbell           |
| 78        |      | Proton Competition        | Porsche 911 RSR (2017)   | M    | Horst Felbermayr, Jr.     | Michele Beretta (nl)   | Max van Splunteren      |
| 83        |      | AF Corse                  | Ferrari 488 GTE Evo      | M    | Emmanuel Collard          | Nicklas Nielsen        | François Perrodo        |
| 85        |      | Iron Lynx                 | Ferrari 488 GTE Evo      | M    | Rahel Frey                | Michelle Gatting       | Manuela Gostner         |
| 86        |      | Gulf Racing UK            | Porsche 911 RSR (2017)   | M    | Ben Barker                | Michael Wainwright     | Andrew Watson (en)      |
| 88        |      | Dempsey-Proton Racing     | Porsche 911 RSR (2017)   | M    | Thomas Preining           | Dominique Bastien      | Adrien de Leener (de)   |
| 89        |      | Team Project 1            | Porsche 911 RSR (2017)   | M    | Steve Brooks              | Julien Piguet          | Andreas Laskaratos      |
| 90        |      | TF Sport                  | Aston Martin Vantage AMR | M    | Jonathan Adam             | Charlie Eastwood       | Salih Yoluç             |
| 98        |      | Aston Martin Racing       | Aston Martin Vantage AMR | M    | Paul Dalla Lana           | Ross Gunn              | Augusto Farfus          |
| 99        |      | Dempsey-Proton Racing     | Porsche 911 RSR (2017)   | M    | Vutthikorn Inthraphuvasak | Lucas Légeret          | Julien Andlauer         |

Championnat dans lequel la voiture est engagée :
- Championnat du monde d'endurance FIA
- European Le Mans Series
- United SportsCar Championship
- Asian Le Mans Series

### Évolutions de la liste
Le 29 février, la liste de réserve était la suivante :
| Réservistes (Liste initiale) | Réservistes (Liste initiale) | Réservistes (Liste initiale) | Réservistes (Liste initiale) | Réservistes (Liste initiale) | Réservistes (Liste initiale) | Réservistes (Liste initiale) | Réservistes (Liste initiale) | Réservistes (Liste initiale) | Réservistes (Liste initiale) |
| Ordre                        | Catégorie                    | No.                          | Pays                         | Écurie                       | Voiture                      | Pneu                         | Pilote 1                     | Pilote 2                     | Pilote 3                     |
| ---------------------------- | ---------------------------- | ---------------------------- | ---------------------------- | ---------------------------- | ---------------------------- | ---------------------------- | ---------------------------- | ---------------------------- | ---------------------------- |
| 1                            | LMGTE Am                     | 55                           |                              | Spirit of Race               | Ferrari 488 GTE Evo          | M                            | Duncan Cameron               | Matt Griffin                 | Aaron Scott                  |
| 2                            | LMP1                         | 4                            |                              | ByKolles Racing Team         | Enso CLM P1/01-Gibson        | M                            | Tom Dillmann                 |                              |                              |
| 3                            | LMP2                         | 17                           |                              | IDEC Sport                   | Oreca 07-Gibson              | M                            | Patrice Lafargue             |                              |                              |
| 4                            | LMP2                         | 20                           |                              | High Class Racing            | Oreca 07-Gibson              | M                            | Jan Magnussen                |                              |                              |
| 5                            | LMGTE Am                     | 78                           |                              | Proton Competition           | Porsche 911 RSR (2017)       | M                            | Dennis Olsen                 |                              |                              |
| 6                            | LMP2                         | 27                           |                              | DragonSpeed USA              | Oreca 07-Gibson              | M                            |                              |                              |                              |
| 7                            | LMGTE Am                     | 60                           |                              | Iron Lynx                    | Ferrari 488 GTE Evo          | M                            | Claudio Schiavoni            | Sergio Pianezzola (de)       | Andrea Piccini               |
| 8                            | LMP2                         | 23                           |                              | Inter Europol Competition    | Ligier JS P217-Gibson        | M                            | Nigel Moore                  |                              |                              |
| 9                            | LMGTE Am                     | 89                           |                              | Team Project 1               | Porsche 911 RSR (2017)       | M                            | David Kolkmann               |                              |                              |
| 10                           | LMGTE Am                     | 96                           |                              | D'station Racing             | Aston Martin Vantage AMR     | M                            | Tomonobu Fujii               | Satoshi Hoshino              | TBA                          |

Le 14 avril, Frédéric Sausset annonce le retrait du Sausset Racing Team 41 (SRT41) qui était invité dans la catégorie Garage 56 avec un trio de pilotes porteurs d'un handicap.
Le 8 mai, Porsche GT Team annonce le retrait de ses deux Porsche 911 RSR-19 engagées dans le championnat IMSA.
Une nouvelle liste est alors publiée par l'ACO intégrant les trois premiers réservistes : la Ferrari 488 GTE Evo no 55 du Spirit of Race en LMGTE Am, l'Enso CLM P1/01-Gibson no 4 du ByKolles Racing Team en LMP1 et l'Oreca 07-Gibson no 17 d'IDEC Sport en LMP2.
Le 11 mai, Corvette Racing annonce son retrait des 24 Heures, à cause de la pandémie et de la reprogrammation des courses de Laguna Seca au 6 septembre et de Mid Ohio au 27 septembre. C'est la première fois depuis les 24 Heures du Mans 2000 que Corvette ne participe pas à la classique mancelle.
Ces deux Corvettes sont remplacées par l'Oreca 07-Gibson no 20 du High Class Racing en LMP2 et la Porsche 911 RSR (2017) no 78 du Proton Competition en LMGTE Am.
Le 17 juillet, une nouvelle liste est publiée ne comptant plus que 60 engagés.
Ont disparu :
En LMP1 : la Ginetta G60-LT-P1-AER no 5 du Team LNT.
En LMP2 : les Oreca 07-Gibson no 20 de High Class Racing et no 48 de Performance Tech ainsi que la Riley Mk. 30-Gibson no 49 de Rick Ware Racing.
En LMGTE Am : la Ferrari 488 GTE Evo no 81 du GEAR Racing.
Sont apparus :
En LMP2 : l'Oreca 07-Gibson no 27 de DragonSpeed USA.
En LMGTE Am : la Ferrari 488 GTE Evo no 60 d'Iron Lynx et la Porsche 911 RSR (2017) no 89 du Team Project 1.
L'Aston Martin Vantage AMR no 96 de D'station Racing a refusé l'invitation et la Ligier JS P217-Gibson no 23 d'Inter Europol Competition (qui était avant la Porsche 911 RSR (2017) no 89 du Team Project 1 dans la liste) n'apparait pas.
Il n'y aurait donc plus de réserviste.
La Ferrari du JMW Motorsport change de numéro pour prendre le no 66.

## Journée test
L'Automobile Club de l'Ouest a annoncé le mercredi 25 mars 2020 que la Journée Test ne sera pas organisée.

## Pesage
Pour cette édition, les vérifications techniques ont été faites le mercredi 16 septembre sur le circuit (et non en ville sur deux jours comme le veut la tradition). De plus, le public n'a pas pu y assister.

## Essais Libres

### Première séance, le jeudi de 10 h 00 à 13 h 00
| Pos. | Classe    | N° | Équipe                | Temps                        | Tours |
| ---- | --------- | -- | --------------------- | ---------------------------- | ----- |
| 1    | LMP1      | 8  | Toyota Gazoo Racing   | 3 min 21 s 656 (au 29e tour) | 32    |
| 2    | LMP1      | 7  | Toyota Gazoo Racing   | 3 min 21 s 990 (au 27e tour) | 30    |
| 3    | LMP1      | 1  | Rebellion Racing      | 3 min 23 s 155 (au 4e tour)  | 33    |
| 6    | LMP2      | 33 | High Class Racing     | 3 min 29 s 873 (au 26e tour) | 31    |
| 7    | LMP2      | 29 | Racing Team Nederland | 3 min 29 s 918 (au 9e tour)  | 26    |
| 8    | LMP2      | 38 | JOTA                  | 3 min 31 s 206 (au 4e tour)  | 34    |
| 19   | LMGTE Pro | 97 | Aston Martin Racing   | 3 min 53 s 930 (au 22e tour) | 37    |
| 20   | LMGTE Pro | 95 | Aston Martin Racing   | 3 min 54 s 992 (au 13e tour) | 37    |
| 21   | LMGTE Pro | 71 | AF Corse              | 3 min 55 s 186 (au 16e tour) | 30    |
| 33   | LMGTE Am  | 98 | Aston Martin Racing   | 3 min 55 s 484 (au 33e tour) | 35    |
| 36   | LMGTE Am  | 72 | Hub Auto Racing       | 3 min 56 s 350 (au 18e tour) | 25    |
| 38   | LMGTE Am  | 70 | MR Racing             | 3 min 56 s 609 (au 12e tour) | 26    |

### Deuxième séance, le jeudi de 14 h 00 à 17 h 00
| Pos. | Classe    | N° | Équipe                | Temps                        | Tours |
| ---- | --------- | -- | --------------------- | ---------------------------- | ----- |
| 1    | LMP1      | 8  | Toyota Gazoo Racing   | 3 min 19 s 719 (au 18e tour) | 33    |
| 2    | LMP1      | 7  | Toyota Gazoo Racing   | 3 min 20 s 611 (au 31e tour) | 32    |
| 3    | LMP1      | 3  | Rebellion Racing      | 3 min 23 s 175 (au 28e tour) | 29    |
| 4    | LMP2      | 33 | High Class Racing     | 3 min 27 s 185 (au 5e tour)  | 23    |
| 7    | LMP2      | 37 | Jackie Chan DC Racing | 3 min 28 s 011 (au 21e tour) | 25    |
| 8    | LMP2      | 38 | JOTA                  | 3 min 28 s 450 (au 16e tour) | 21    |
| 19   | LMGTE Pro | 92 | Porsche GT Team       | 3 min 52 s 783 (au 24e tour) | 28    |
| 20   | LMGTE Pro | 97 | Aston Martin Racing   | 3 min 53 s 346 (au 23e tour) | 28    |
| 21   | LMGTE Pro | 91 | Porsche GT Team       | 3 min 53 s 361 (au 24e tour) | 26    |
| 33   | LMGTE Am  | 98 | Luzich Racing         | 3 min 54 s 901 (au 24e tour) | 25    |
| 36   | LMGTE Am  | 72 | Gulf Racing           | 3 min 55 s 061 (au 23e tour) | 24    |
| 38   | LMGTE Am  | 98 | Aston Martin Racing   | 3 min 55 s 167 (au 4e tour)  | 32    |

## Qualifications

### Essai qualificatif
| Pos. | Classe    | N° | Équipe                    | Pilote                 | Temps          | Écart          |
| 1    | LMP1      | 7  | Toyota Gazoo Racing       | Kamui Kobayashi        | 3 m 17 s 089   | --             |
| 2    | LMP1      | 8  | Toyota Gazoo Racing       | Kazuki Nakajima        | 3 m 17 s 336   | + 0 s 247      |
| 3    | LMP1      | 1  | Rebellion Racing          | Bruno Senna            | 3 m 21 s 598   | + 4 s 509      |
| 4    | LMP1      | 4  | ByKolles Racing           | Tom Dillmann           | 3 m 24 s 468   | + 7 s 379      |
| 5    | LMP1      | 3  | Rebellion Racing          | Louis Delétraz         | 3 m 24 s 632   | + 7 s 543      |
| 6    | LMP2      | 29 | Racing Team Nederland     | Nyck de Vries          | 3 m 26 s 648   | + 9 s 559      |
| 7    | LMP2      | 37 | Jackie Chan DC Racing     | Will Stevens           | 3 m 27 s 097   | + 10 s 008     |
| 8    | LMP2      | 22 | United Autosports         | Paul di Resta          | 3 m 27 s 148   | + 10 s 059     |
| 9    | LMP2      | 26 | G-Drive Racing            | Jean-Éric Vergne       | 3 m 27 s 366   | + 10 s 277     |
| 10   | LMP2      | 32 | United Autosports         | Alex Brundle           | 3 m 27 s 598   | + 10 s 509     |
| 11   | LMP2      | 33 | High Class Racing         | Kenta Yamashita        | 3 m 27 s 611   | + 10 s 522     |
| 12   | LMP2      | 38 | Jota Sport                | António Félix da Costa | 3 m 27 s 728   | + 10 s 639     |
| 13   | LMP2      | 16 | G-Drive Racing by Algarve | Nick Tandy             | 3 m 27 s 767   | + 10 s 678     |
| 14   | LMP2      | 31 | Panis Racing              | Matthieu Vaxivière     | 3 m 27 s 791   | + 10 s 702     |
| 15   | LMP2      | 36 | Signatech Alpine Elf      | Thomas Laurent         | 3 m 27 s 794   | + 10 s 705     |
| 16   | LMP2      | 27 | DragonSpeed USA           | Ben Hanley             | 3 m 27 s 913   | + 10 s 824     |
| 17   | LMP2      | 42 | Cool Racing               | Nicolas Lapierre       | 3 m 28 s 509   | + 11 s 420     |
| 18   | LMP2      | 39 | SO24-HAS By Graff         | James Allen            | 3 m 28 s 574   | + 11 s 485     |
| 19   | LMP2      | 30 | Duqueine Team             | Tristan Gommendy       | 3 m 29 s 091   | + 12 s 002     |
| 20   | LMP2      | 25 | Algarve Pro Racing        | Simon Trummer          | 3 m 29 s 402   | + 12 s 313     |
| 21   | LMP2      | 21 | DragonSpeed USA           | Juan Pablo Montoya     | 3 m 29 s 741   | + 12 s 652     |
| 22   | LMP2      | 47 | Cetilar Racing            | Giorgio Sernagiotto    | 3 m 29 s 880   | + 12 s 791     |
| 23   | LMP2      | 35 | Eurasia Motorsport        | Roberto Merhi          | 3 m 30 s 497   | + 13 s 408     |
| 24   | LMP2      | 24 | Nielsen Racing            | Alex Kapadia           | 3 m 30 s 897   | + 13 s 808     |
| 25   | LMP2      | 50 | Richard Mille Racing Team | Sophia Flörsch         | 3 m 31 s 020   | + 13 s 931     |
| 26   | LMP2      | 34 | Inter Europol Competition | Matevos Isaakyan       | 3 m 31 s 393   | + 14 s 304     |
| 27   | LMP2      | 11 | EuroInternational         | Adrien Tambay          | 3 m 33 s 747   | + 16 s 658     |
| 28   | LMGTE Pro | 95 | Aston Martin Racing       | Marco Sørensen         | 3 m 50 s 872   | + 33 s 783     |
| 29   | LMGTE Pro | 97 | Aston Martin Racing       | Alex Lynn              | 3 m 50 s 925   | + 33 s 836     |
| 30   | LMGTE Pro | 51 | AF Corse                  | Alessandro Pier Guidi  | 3 m 51 s 244   | + 34 s 155     |
| 31   | LMGTE Pro | 71 | AF Corse                  | Davide Rigon           | 3 m 51 s 988   | + 34 s 899     |
| 32   | LMGTE Pro | 91 | Porsche GT Team           | Gianmaria Bruni        | 3 m 52 s 036   | + 34 s 947     |
| 33   | LMGTE Pro | 92 | Porsche GT Team           | Michael Christensen    | 3 m 52 s 142   | + 35 s 053     |
| 34   | LMGTE Pro | 63 | WeatherTech Racing        | Toni Vilander          | 3 m 52 s 508   | + 35 s 419     |
| 35   | LMGTE Am  | 98 | Aston Martin Racing       | Ross Gunn              | 3 m 52 s 778   | + 35 s 689     |
| 36   | LMGTE Am  | 90 | TF Sport                  | Charlie Eastwood       | 3 m 52 s 961   | + 35 s 872     |
| 37   | LMGTE Am  | 86 | Gulf Racing UK            | Ben Barker             | 3 m 52 s 970   | + 35 s 881     |
| 38   | LMGTE Am  | 61 | Luzich Racing             | Côme Ledogar           | 3 m 53 s 292   | + 36 s 203     |
| 39   | LMGTE Am  | 77 | Dempsey-Proton Racing     | Matt Campbell          | 3 m 53 s 334   | + 36 s 245     |
| 40   | LMGTE Am  | 56 | Team Project 1            | Matteo Cairoli         | 3 m 53 s 598   | + 36 s 509     |
| 41   | LMGTE Am  | 83 | Iron Lynx                 | Nicklas Nielsen        | 3 m 53 s 621   | + 36 s 532     |
| 42   | LMGTE Am  | 99 | Dempsey-Proton Racing     | Julien Andlauer        | 3 m 53 s 670   | + 36 s 581     |
| 43   | LMGTE Am  | 57 | Team Project 1            | Felipe Fraga           | 3 m 53 s 838   | + 36 s 749     |
| 44   | LMGTE Am  | 54 | AF Corse                  | Giancarlo Fisichella   | 3 m 54 s 144   | + 37 s 055     |
| 45   | LMGTE Am  | 88 | Dempsey-Proton Racing     | Thomas Preining        | 3 m 54 s 281   | + 37 s 192     |
| 46   | LMGTE Am  | 70 | MR Racing                 | Kei Cozzolino          | 3 m 54 s 628   | + 37 s 539     |
| 47   | LMGTE Am  | 72 | HubAuto Corsa             | Tom Blomqvist          | 3 m 55 s 308   | + 38 s 219     |
| 48   | LMGTE Am  | 55 | Spirit of Race            | Matt Griffin           | 3 m 55 s 772   | + 38 s 683     |
| 49   | LMGTE Am  | 75 | Iron Lynx                 | Andrea Piccini         | 3 m 56 s 141   | + 39 s 052     |
| 50   | LMGTE Am  | 66 | JMW Motorsport            | Jan Magnussen          | 3 m 56 s 383   | + 39 s 294     |
| 51   | LMGTE Am  | 78 | Proton Competition        | Max van Splunteren     | 3 m 56 s 475   | + 39 s 386     |
| 52   | LMGTE Am  | 85 | Iron Lynx                 | Michelle Gatting       | 3 m 56 s 833   | + 39 s 744     |
| 53   | LMGTE Am  | 60 | Iron Lynx                 | Paolo Ruberti          | 3 m 57 s 876   | + 40 s 787     |
| 54   | LMGTE Am  | 62 | Red River Sport           | Johnny Mowlem          | 4 m 00 s 084   | + 42 s 995     |
| 55   | LMGTE Am  | 89 | Team Project 1            | Julien Piguet          | 4 m 00 s 691   | + 43 s 602     |
| 56   | LMP2      | 17 | IDEC Sport                | Pas de temps           | Pas de temps   | Pas de temps   |
| 57   | LMP2      | 28 | IDEC Sport                | Pas de temps           | Pas de temps   | Pas de temps   |
| 58   | LMGTE Am  | 52 | AF Corse                  | Temps supprimé         | Temps supprimé | Temps supprimé |
| 59   | LMGTE Pro | 82 | Risi Competizione         | Temps supprimé         | Temps supprimé | Temps supprimé |

### Hyperpole
| Pos. | Classe    | N° | Équipe                | Pilote              | Temps        | Écart      |
| 1    | LMP1      | 7  | Toyota Gazoo Racing   | Kamui Kobayashi     | 3 m 15 s 267 | --         |
| 2    | LMP1      | 1  | Rebellion Racing      | Gustavo Menezes     | 3 m 15 s 822 | + 0 s 555  |
| 3    | LMP1      | 8  | Toyota Gazoo Racing   | Kazuki Nakajima     | 3 m 16 s 649 | + 1 s 382  |
| 4    | LMP1      | 3  | Rebellion Racing      | Louis Delétraz      | 3 m 18 s 330 | + 3 s 063  |
| 5    | LMP1      | 4  | ByKolles Racing       | Tom Dillmann        | 3 m 23 s 043 | + 7 s 776  |
| 6    | LMP2      | 22 | United Autosports     | Paul di Resta       | 3 m 24 s 528 | + 9 s 261  |
| 7    | LMP2      | 26 | G-Drive Racing        | Jean-Éric Vergne    | 3 m 24 s 860 | + 9 s 593  |
| 8    | LMP2      | 29 | Racing Team Nederland | Nyck de Vries       | 3 m 25 s 062 | + 9 s 795  |
| 9    | LMP2      | 32 | United Autosports     | Alex Brundle        | 3 m 25 s 426 | + 10 s 159 |
| 10   | LMP2      | 33 | High Class Racing     | Kenta Yamashita     | 3 m 25 s 671 | + 10 s 404 |
| 11   | LMP2      | 37 | Jackie Chan DC Racing | Will Stevens        | 3 m 25 s 875 | + 10 s 608 |
| 12   | LMGTE Pro | 91 | Porsche GT Team       | Gianmaria Bruni     | 3 m 50 s 874 | + 35 s 607 |
| 13   | LMGTE Pro | 51 | AF Corse              | James Calado        | 3 m 51 s 115 | + 35 s 848 |
| 14   | LMGTE Pro | 95 | Aston Martin Racing   | Marco Sørensen      | 3 m 51 s 241 | + 35 s 974 |
| 15   | LMGTE Am  | 61 | Luzich Racing         | Côme Ledogar        | 3 m 51 s 266 | + 35 s 999 |
| 16   | LMGTE Am  | 77 | Dempsey-Proton Racing | Matt Campbell       | 3 m 51 s 322 | + 36 s 055 |
| 17   | LMGTE Pro | 97 | Aston Martin Racing   | Alex Lynn           | 3 m 51 s 324 | + 36 s 057 |
| 18   | LMGTE Pro | 71 | AF Corse              | Sam Bird            | 3 m 51 s 515 | + 36 s 248 |
| 19   | LMGTE Am  | 56 | Team Project 1        | Matteo Cairoli      | 3 m 51 s 647 | + 36 s 380 |
| 20   | LMGTE Pro | 92 | Porsche GT Team       | Michael Christensen | 3 m 51 s 770 | + 36 s 503 |
| 21   | LMGTE Am  | 98 | Aston Martin Racing   | Ross Gunn           | 3 m 52 s 105 | + 36 s 838 |
| 22   | LMGTE Am  | 90 | TF Sport              | Charlie Eastwood    | 3 m 52 s 299 | + 37 s 032 |
| 23   | LMGTE Am  | 86 | Gulf Racing UK        | Ben Barker          | 3 m 52 s 346 | + 37 s 079 |

### Pilotes qualifiés par nationalités
| 33 Français  | 31 Britanniques | 18 Italiens   | 11 Américains | 10 Néerlandais |
| 9 Suisses    | 8 Danois        | 6 Brésiliens  | 6 Japonais    | 4 Belges       |
| 4 Allemands  | 3 Australiens   | 3 Autrichiens | 3 Canadiens   | 3 Russes       |
| 2 Colombiens | 2 Espagnols     | 2 Irlandais   | 2 Mexicains   | 2 Portugais    |
| 2 Suédois    | 1 Argentin      | 1 Finlandais  | 1 Grec        | 1 Taïwanais    |
| 1 Monégasque | 1 Néo-Zélandais | 1 Polonais    | 1 Portoricain | 1 Thaïlandais  |
| 1 Turc       |                 |               |               |                |

## Course

### Classements intermédiaires
| Pos. | Après la 1re heure | Après la 1re heure                                                        | Après 6 heures | Après 6 heures                                                            | Après 12 heures | Après 12 heures                                                           | Après 18 heures | Après 18 heures                                                           |
| Pos. | n°                 | Voiture / Pilotes                                                         | n°             | Voiture / Pilotes                                                         | n°              | Voiture / Pilotes                                                         | n°              | Voiture / Pilotes                                                         |
| ---- | ------------------ | ------------------------------------------------------------------------- | -------------- | ------------------------------------------------------------------------- | --------------- | ------------------------------------------------------------------------- | --------------- | ------------------------------------------------------------------------- |
| 1    | 7                  | Toyota Gazoo Racing Toyota TS050 Hybrid (LMP1) Conway - Kobayashi - Lopez | 8              | Toyota Gazoo Racing Toyota TS050 Hybrid (LMP1) Buemi - Nakajima - Hartley | 7               | Toyota Gazoo Racing Toyota TS050 Hybrid (LMP1) Conway - Kobayashi - Lopez | 8               | Toyota Gazoo Racing Toyota TS050 Hybrid (LMP1) Buemi - Nakajima - Hartley |
| 2    | 1                  | Rebellion Racing Rebellion R13 (LMP1) Menezes - Nato - Senna              | 7              | Toyota Gazoo Racing Toyota TS050 Hybrid (LMP1) Conway - Kobayashi - Lopez | 8               | Toyota Gazoo Racing Toyota TS050 Hybrid (LMP1) Buemi - Nakajima - Hartley | 1               | Rebellion Racing Rebellion R13 (LMP1) Menezes - Nato - Senna              |
| 3    | 3                  | Rebellion Racing Rebellion R13 (LMP1) Berthon - Delétraz - Dumas          | 1              | Rebellion Racing Rebellion R13 (LMP1) Menezes - Nato - Senna              | 1               | Rebellion Racing Rebellion R13 (LMP1) Menezes - Nato - Senna              | 3               | Rebellion Racing Rebellion R13 (LMP1) Berthon - Delétraz - Dumas          |
| 4    | 8                  | Toyota Gazoo Racing Toyota TS050 Hybrid (LMP1) Buemi - Nakajima - Hartley | 3              | Rebellion Racing Rebellion R13 (LMP1) Berthon - Delétraz - Dumas          | 3               | Rebellion Racing Rebellion R13 (LMP1) Berthon - Delétraz - Dumas          | 7               | Toyota Gazoo Racing Toyota TS050 Hybrid (LMP1) Conway - Kobayashi - Lopez |
| 5    | 4                  | ByKolles Racing Enso CLM P1/01 (LMP1) Dillmann - Spengler - Webb          | 37             | Jackie Chan DC Racing Oreca 07 (LMP2) Aubry - Stevens - Tung              | 32              | United Autosports Oreca 07 (LMP2) Brundle - Owen - van Uitert             | 22              | United Autosports Oreca 07 (LMP2) Albuquerque - Stevens - di Resta        |

### Classement final de la course

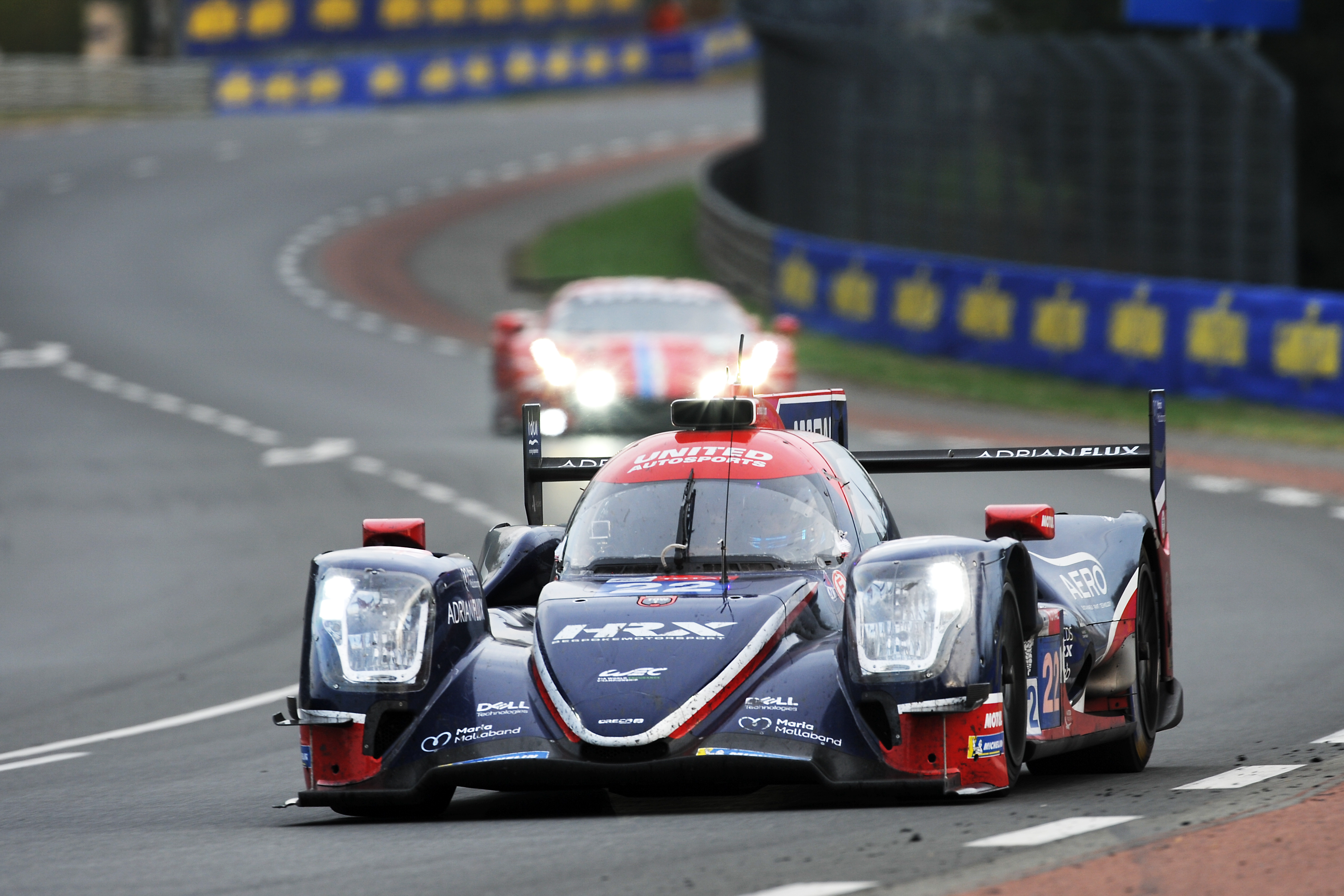
L'Oreca 07 victorieuse dans la catégorie LMP2.

| Pos   | Classe    | no | Écurie                    | Pilotes                                                       | Châssis                        | Pneus | Tours | Temps / Abandon                              |
| Pos   | Classe    | no | Écurie                    | Pilotes                                                       | Moteur                         | Pneus | Tours | Temps / Abandon                              |
| ----- | --------- | -- | ------------------------- | ------------------------------------------------------------- | ------------------------------ | ----- | ----- | -------------------------------------------- |
| 1     | LMP1      | 8  | Toyota Gazoo Racing       | Sébastien Buemi Kazuki Nakajima Brendon Hartley               | Toyota TS050 Hybrid            | M     | 387   | 24 h 1 min 45 s 305                          |
| 1     | LMP1      | 8  | Toyota Gazoo Racing       | Sébastien Buemi Kazuki Nakajima Brendon Hartley               | Toyota 2,4 L V6 Bi-Turbo       | M     | 387   | 24 h 1 min 45 s 305                          |
| 2     | LMP1      | 1  | Rebellion Racing          | Gustavo Menezes Norman Nato Bruno Senna                       | Rebellion R13                  | M     | 382   | + 5 tours                                    |
| 2     | LMP1      | 1  | Rebellion Racing          | Gustavo Menezes Norman Nato Bruno Senna                       | Gibson GK458 4,5 L V8 Atmo     | M     | 382   | + 5 tours                                    |
| 3     | LMP1      | 7  | Toyota Gazoo Racing       | Mike Conway Kamui Kobayashi José María López                  | Toyota TS050 Hybrid            | M     | 381   | + 6 tours                                    |
| 3     | LMP1      | 7  | Toyota Gazoo Racing       | Mike Conway Kamui Kobayashi José María López                  | Toyota 2,4 L V6 Bi-Turbo       | M     | 381   | + 6 tours                                    |
| 4     | LMP1      | 3  | Rebellion Racing          | Nathanaël Berthon Louis Delétraz Romain Dumas                 | Rebellion R13                  | M     | 381   | + 6 tours                                    |
| 4     | LMP1      | 3  | Rebellion Racing          | Nathanaël Berthon Louis Delétraz Romain Dumas                 | Gibson GK458 4,5 L V8 Atmo     | M     | 381   | + 6 tours                                    |
| 5     | LMP2      | 22 | United Autosports         | Filipe Albuquerque Phil Hanson Paul di Resta                  | Oreca 07                       | M     | 370   | + 17 tours                                   |
| 5     | LMP2      | 22 | United Autosports         | Filipe Albuquerque Phil Hanson Paul di Resta                  | Gibson GK428 4,2 L V8 Atmo     | M     | 370   | + 17 tours                                   |
| 6     | LMP2      | 38 | Jota Sport                | António Félix da Costa Anthony Davidson Roberto González      | Oreca 07                       | G     | 370   | + 17 tours                                   |
| 6     | LMP2      | 38 | Jota Sport                | António Félix da Costa Anthony Davidson Roberto González      | Gibson GK428 4,2 L V8 Atmo     | G     | 370   | + 17 tours                                   |
| 7     | LMP2      | 31 | Panis Racing              | Julien Canal Nico Jamin Matthieu Vaxivière                    | Oreca 07                       | G     | 368   | + 19 tours                                   |
| 7     | LMP2      | 31 | Panis Racing              | Julien Canal Nico Jamin Matthieu Vaxivière                    | Gibson GK428 4,2 L V8 Atmo     | G     | 368   | + 19 tours                                   |
| 8     | LMP2      | 36 | Signatech Alpine Elf      | Thomas Laurent André Negrão Pierre Ragues                     | Alpine A470                    | M     | 367   | + 20 tours                                   |
| 8     | LMP2      | 36 | Signatech Alpine Elf      | Thomas Laurent André Negrão Pierre Ragues                     | Gibson GK428 4,2 L V8 Atmo     | M     | 367   | + 20 tours                                   |
| 9     | LMP2      | 26 | G-Drive Racing            | Mikkel Jensen Roman Rusinov Jean-Éric Vergne                  | Aurus 01                       | M     | 367   | + 20 tours                                   |
| 9     | LMP2      | 26 | G-Drive Racing            | Mikkel Jensen Roman Rusinov Jean-Éric Vergne                  | Gibson GK428 4,2 L V8 Atmo     | M     | 367   | + 20 tours                                   |
| 10    | LMP2      | 28 | IDEC Sport                | Richard Bradley Paul-Loup Chatin Paul Lafargue                | Oreca 07                       | M     | 366   | + 21 tours                                   |
| 10    | LMP2      | 28 | IDEC Sport                | Richard Bradley Paul-Loup Chatin Paul Lafargue                | Gibson GK428 4,2 L V8 Atmo     | M     | 366   | + 21 tours                                   |
| 11    | LMP2      | 42 | Cool Racing               | Antonin Borga Alexandre Coigny Nicolas Lapierre               | Oreca 07                       | M     | 365   | + 22 tours                                   |
| 11    | LMP2      | 42 | Cool Racing               | Antonin Borga Alexandre Coigny Nicolas Lapierre               | Gibson GK428 4,2 L V8 Atmo     | M     | 365   | + 22 tours                                   |
| 12    | LMP2      | 25 | Algarve Pro Racing        | John Falb Matthew McMurry Simon Trummer                       | Oreca 07                       | G     | 365   | + 22 tours                                   |
| 12    | LMP2      | 25 | Algarve Pro Racing        | John Falb Matthew McMurry Simon Trummer                       | Gibson GK428 4,2 L V8 Atmo     | G     | 365   | + 22 tours                                   |
| 13    | LMP2      | 50 | Richard Mille Racing Team | Tatiana Calderón Sophia Flörsch Beitske Visser                | Oreca 07                       | M     | 364   | + 23 tours                                   |
| 13    | LMP2      | 50 | Richard Mille Racing Team | Tatiana Calderón Sophia Flörsch Beitske Visser                | Gibson GK428 4,2 L V8 Atmo     | M     | 364   | + 23 tours                                   |
| 14    | LMP2      | 47 | Cetilar Racing            | Andrea Belicchi Roberto Lacorte Giorgio Sernagiotto           | Dallara P217                   | M     | 363   | + 24 tours                                   |
| 14    | LMP2      | 47 | Cetilar Racing            | Andrea Belicchi Roberto Lacorte Giorgio Sernagiotto           | Gibson GK428 4,2 L V8 Atmo     | M     | 363   | + 24 tours                                   |
| 15    | LMP2      | 17 | IDEC Sport                | Jonathan Kennard (en) Patrick Pilet Kyle Tilley               | Oreca 07                       | M     | 363   | + 24 tours                                   |
| 15    | LMP2      | 17 | IDEC Sport                | Jonathan Kennard (en) Patrick Pilet Kyle Tilley               | Gibson GK428 4,2 L V8 Atmo     | M     | 363   | + 24 tours                                   |
| 16    | LMP2      | 27 | DragonSpeed USA           | Ben Hanley Henrik Hedman Renger van der Zande                 | Oreca 07                       | M     | 361   | + 26 tours                                   |
| 16    | LMP2      | 27 | DragonSpeed USA           | Ben Hanley Henrik Hedman Renger van der Zande                 | Gibson GK428 4,2 L V8 Atmo     | M     | 361   | + 26 tours                                   |
| 17    | LMP2      | 32 | United Autosports         | Alex Brundle William Owen Job van Uitert                      | Oreca 07                       | M     | 359   | + 28 tours                                   |
| 17    | LMP2      | 32 | United Autosports         | Alex Brundle William Owen Job van Uitert                      | Gibson GK428 4,2 L V8 Atmo     | M     | 359   | + 28 tours                                   |
| 18    | LMP2      | 35 | Eurasia Motorsport        | Nick Foster Roberto Merhi Nobuya Yamanaka                     | Ligier JS P217                 | M     | 351   | + 36 tours                                   |
| 18    | LMP2      | 35 | Eurasia Motorsport        | Nick Foster Roberto Merhi Nobuya Yamanaka                     | Gibson GK428 4,2 L V8 Atmo     | M     | 351   | + 36 tours                                   |
| 19    | LMP2      | 29 | Racing Team Nederland     | Frits van Eerd Giedo van der Garde Nyck de Vries              | Oreca 07                       | M     | 349   | + 38 tours                                   |
| 19    | LMP2      | 29 | Racing Team Nederland     | Frits van Eerd Giedo van der Garde Nyck de Vries              | Gibson GK428 4,2 L V8 Atmo     | M     | 349   | + 38 tours                                   |
| 20    | LMGTE Pro | 97 | Aston Martin Racing       | Alex Lynn Maxime Martin Harry Tincknell                       | Aston Martin Vantage AMR       | M     | 346   | + 41 tours                                   |
| 20    | LMGTE Pro | 97 | Aston Martin Racing       | Alex Lynn Maxime Martin Harry Tincknell                       | Aston Martin 4,0 L V8 Bi-Turbo | M     | 346   | + 41 tours                                   |
| 21    | LMGTE Pro | 51 | AF Corse                  | James Calado Alessandro Pier Guidi Daniel Serra               | Ferrari 488 GTE Evo            | M     | 346   | + 41 tours                                   |
| 21    | LMGTE Pro | 51 | AF Corse                  | James Calado Alessandro Pier Guidi Daniel Serra               | Ferrari F154CB 3,9 L V8 Turbo  | M     | 346   | + 41 tours                                   |
| 22    | LMGTE Pro | 95 | Aston Martin Racing       | Marco Sørensen Nicki Thiim Richard Westbrook                  | Aston Martin Vantage AMR       | M     | 343   | + 44 tours                                   |
| 22    | LMGTE Pro | 95 | Aston Martin Racing       | Marco Sørensen Nicki Thiim Richard Westbrook                  | Aston Martin 4,0 L V8 Bi-Turbo | M     | 343   | + 44 tours                                   |
| 23    | LMGTE Pro | 82 | Risi Competizione         | Sébastien Bourdais Jules Gounon Olivier Pla                   | Ferrari 488 GTE Evo            | M     | 339   | + 48 tours                                   |
| 23    | LMGTE Pro | 82 | Risi Competizione         | Sébastien Bourdais Jules Gounon Olivier Pla                   | Ferrari F154CB 3,9 L V8 Turbo  | M     | 339   | + 48 tours                                   |
| 24    | LMGTE Am  | 90 | TF Sport                  | Jonathan Adam Charlie Eastwood Salih Yoluç                    | Aston Martin Vantage AMR       | M     | 339   | + 48 tours                                   |
| 24    | LMGTE Am  | 90 | TF Sport                  | Jonathan Adam Charlie Eastwood Salih Yoluç                    | Aston Martin 4,0 L V8 Bi-Turbo | M     | 339   | + 48 tours                                   |
| 25    | LMGTE Am  | 77 | Dempsey-Proton Racing     | Christian Ried Riccardo Pera Matt Campbell                    | Porsche 911 RSR                | M     | 339   | + 48 tours                                   |
| 25    | LMGTE Am  | 77 | Dempsey-Proton Racing     | Christian Ried Riccardo Pera Matt Campbell                    | Porsche 4,0 L Flat-6 Atmo      | M     | 339   | + 48 tours                                   |
| 26    | LMGTE Am  | 83 | AF Corse                  | Emmanuel Collard Nicklas Nielsen François Perrodo             | Ferrari 488 GTE Evo            | M     | 339   | + 48 tours                                   |
| 26    | LMGTE Am  | 83 | AF Corse                  | Emmanuel Collard Nicklas Nielsen François Perrodo             | Ferrari F154CB 3,9 L V8 Turbo  | M     | 339   | + 48 tours                                   |
| 27    | LMGTE Am  | 56 | Team Project 1            | Matteo Cairoli Egidio Perfetti Larry ten Voorde (en)          | Porsche 911 RSR                | M     | 339   | + 48 tours                                   |
| 27    | LMGTE Am  | 56 | Team Project 1            | Matteo Cairoli Egidio Perfetti Larry ten Voorde (en)          | Porsche 4,0 L Flat-6 Atmo      | M     | 339   | + 48 tours                                   |
| 28    | LMP2      | 24 | Nielsen Racing            | Tony Wells Garett Grist Alex Kapadia                          | Oreca 07                       | M     | 338   | + 49 tours                                   |
| 28    | LMP2      | 24 | Nielsen Racing            | Tony Wells Garett Grist Alex Kapadia                          | Gibson GK428 4,2 L V8 Atmo     | M     | 338   | + 49 tours                                   |
| 29    | LMGTE Am  | 86 | Gulf Racing               | Ben Barker Michael Wainwright Andrew Watson (en)              | Porsche 911 RSR                | M     | 337   | + 50 tours                                   |
| 29    | LMGTE Am  | 86 | Gulf Racing               | Ben Barker Michael Wainwright Andrew Watson (en)              | Porsche 4,0 L Flat-6 Atmo      | M     | 337   | + 50 tours                                   |
| 30    | LMGTE Am  | 66 | JMW Motorsport            | Richard Heistand Jan Magnussen Maxwell Root                   | Ferrari 488 GTE Evo            | M     | 335   | + 52 tours                                   |
| 30    | LMGTE Am  | 66 | JMW Motorsport            | Richard Heistand Jan Magnussen Maxwell Root                   | Ferrari F154CB 3,9 L V8 Turbo  | M     | 335   | + 52 tours                                   |
| 31    | LMGTE Pro | 91 | Porsche GT Team           | Gianmaria Bruni Richard Lietz Frédéric Makowiecki             | Porsche 911 RSR-19             | M     | 335   | + 52 tours                                   |
| 31    | LMGTE Pro | 91 | Porsche GT Team           | Gianmaria Bruni Richard Lietz Frédéric Makowiecki             | Porsche 4,2 L Flat-6 Atmo      | M     | 335   | + 52 tours                                   |
| 32    | LMGTE Am  | 61 | Luzich Racing             | Francesco Piovanetti (de) Oswaldo Negri Jr. Côme Ledogar      | Ferrari 488 GTE Evo            | M     | 335   | + 52 tours                                   |
| 32    | LMGTE Am  | 61 | Luzich Racing             | Francesco Piovanetti (de) Oswaldo Negri Jr. Côme Ledogar      | Ferrari F154CB 3,9 L V8 Turbo  | M     | 335   | + 52 tours                                   |
| 33    | LMGTE Am  | 98 | Aston Martin Racing       | Paul Dalla Lana Ross Gunn Augusto Farfus                      | Aston Martin Vantage AMR       | M     | 333   | + 54 tours                                   |
| 33    | LMGTE Am  | 98 | Aston Martin Racing       | Paul Dalla Lana Ross Gunn Augusto Farfus                      | Aston Martin 4,0 L V8 Bi-Turbo | M     | 333   | + 54 tours                                   |
| 34    | LMGTE Am  | 85 | Iron Lynx                 | Rahel Frey Michelle Gatting Manuela Gostner                   | Ferrari 488 GTE Evo            | M     | 332   | + 55 tours                                   |
| 34    | LMGTE Am  | 85 | Iron Lynx                 | Rahel Frey Michelle Gatting Manuela Gostner                   | Ferrari F154CB 3,9 L V8 Turbo  | M     | 332   | + 55 tours                                   |
| 35    | LMGTE Pro | 92 | Porsche GT Team           | Michael Christensen Kévin Estre Laurens Vanthoor              | Porsche 911 RSR-19             | M     | 331   | + 56 tours                                   |
| 35    | LMGTE Pro | 92 | Porsche GT Team           | Michael Christensen Kévin Estre Laurens Vanthoor              | Porsche 4,2 L Flat-6 Atmo      | M     | 331   | + 56 tours                                   |
| 36    | LMGTE Am  | 99 | Dempsey-Proton Racing     | Vutthikorn Inthraphuvasak Lucas Légeret Julien Andlauer       | Porsche 911 RSR                | M     | 331   | + 56 tours                                   |
| 36    | LMGTE Am  | 99 | Dempsey-Proton Racing     | Vutthikorn Inthraphuvasak Lucas Légeret Julien Andlauer       | Porsche 4,0 L Flat-6 Atmo      | M     | 331   | + 56 tours                                   |
| 37    | LMGTE Am  | 60 | Iron Lynx                 | Sergio Pianazzola Claudio Schiavoni Paolo Ruberti             | Ferrari 488 GTE Evo            | M     | 331   | + 56 tours                                   |
| 37    | LMGTE Am  | 60 | Iron Lynx                 | Sergio Pianazzola Claudio Schiavoni Paolo Ruberti             | Ferrari F154CB 3,9 L V8 Turbo  | M     | 331   | + 56 tours                                   |
| 38    | LMGTE Am  | 78 | Proton Competition        | Horst Felbermayr, Jr. Michele Beretta (nl) Max van Splunteren | Porsche 911 RSR                | M     | 330   | + 57 tours                                   |
| 38    | LMGTE Am  | 78 | Proton Competition        | Horst Felbermayr, Jr. Michele Beretta (nl) Max van Splunteren | Porsche 4,0 L Flat-6 Atmo      | M     | 330   | + 57 tours                                   |
| 39    | LMGTE Am  | 54 | AF Corse                  | Francesco Castellacci Giancarlo Fisichella Thomas Flohr       | Ferrari 488 GTE Evo            | M     | 330   | + 57 tours                                   |
| 39    | LMGTE Am  | 54 | AF Corse                  | Francesco Castellacci Giancarlo Fisichella Thomas Flohr       | Ferrari F154CB 3,9 L V8 Turbo  | M     | 330   | + 57 tours                                   |
| 40    | LMGTE Am  | 57 | Team Project 1            | Jeroen Bleekemolen Felipe Fraga Ben Keating                   | Porsche 911 RSR                | M     | 326   | + 61 tours                                   |
| 40    | LMGTE Am  | 57 | Team Project 1            | Jeroen Bleekemolen Felipe Fraga Ben Keating                   | Porsche 4,0 L Flat-6 Atmo      | M     | 326   | + 61 tours                                   |
| 41    | LMP2      | 34 | Inter Europol Competition | René Binder Matevos Isaakyan Jakub Śmiechowski                | Ligier JS P217                 | M     | 325   | + 62 tours                                   |
| 41    | LMP2      | 34 | Inter Europol Competition | René Binder Matevos Isaakyan Jakub Śmiechowski                | Gibson GK428 4,2 L V8 Atmo     | M     | 325   | + 62 tours                                   |
| 42    | LMGTE Am  | 62 | Red River Sport           | Bonamy Grimes Charles Hollings Johnny Mowlem                  | Ferrari 488 GTE Evo            | M     | 325   | + 62 tours                                   |
| 42    | LMGTE Am  | 62 | Red River Sport           | Bonamy Grimes Charles Hollings Johnny Mowlem                  | Ferrari F154CB 3,9 L V8 Turbo  | M     | 325   | + 62 tours                                   |
| 43    | LMGTE Am  | 89 | Team Project 1            | Steve Brooks Julien Piguet Andreas Laskaratos                 | Porsche 911 RSR                | M     | 313   | + 74 tours                                   |
| 43    | LMGTE Am  | 89 | Team Project 1            | Steve Brooks Julien Piguet Andreas Laskaratos                 | Porsche 4,0 L Flat-6 Atmo      | M     | 313   | + 74 tours                                   |
| N. c. | LMGTE Pro | 71 | AF Corse                  | Sam Bird Miguel Molina Davide Rigon                           | Ferrari 488 GTE Evo            | M     | 340   | Non classé (tour final inachevé)             |
| N. c. | LMGTE Pro | 71 | AF Corse                  | Sam Bird Miguel Molina Davide Rigon                           | Ferrari F154CB 3,9 L V8 Turbo  | M     | 340   | Non classé (tour final inachevé)             |
| N. c. | LMGTE Am  | 88 | Dempsey-Proton Racing     | Thomas Preining Dominique Bastien Adrien de Leener (de)       | Porsche 911 RSR                | M     | 238   | Non classé (distance parcourue insuffisante) |
| N. c. | LMGTE Am  | 88 | Dempsey-Proton Racing     | Thomas Preining Dominique Bastien Adrien de Leener (de)       | Porsche 4,0 L Flat-6 Atmo      | M     | 238   | Non classé (distance parcourue insuffisante) |
| Abd.  | LMP2      | 39 | SO24-HAS By Graff         | James Allen Vincent Capillaire Charles Milesi                 | Oreca 07                       | M     | 357   | Accident                                     |
| Abd.  | LMP2      | 39 | SO24-HAS By Graff         | James Allen Vincent Capillaire Charles Milesi                 | Gibson GK428 4,2 L V8 Atmo     | M     | 357   | Accident                                     |
| Abd.  | LMGTE Am  | 72 | HubAuto Racing            | Morris Chen Marcos Gomes Tom Blomqvist                        | Ferrari 488 GTE Evo            | M     | 273   | Moteur                                       |
| Abd.  | LMGTE Am  | 72 | HubAuto Racing            | Morris Chen Marcos Gomes Tom Blomqvist                        | Ferrari F154CB 3,9 L V8 Turbo  | M     | 273   | Moteur                                       |
| Abd.  | LMGTE Am  | 75 | Iron Lynx                 | Rino Mastronardi Matteo Cressoni Andrea Piccini               | Ferrari 488 GTE Evo            | M     | 211   | Incendie                                     |
| Abd.  | LMGTE Am  | 75 | Iron Lynx                 | Rino Mastronardi Matteo Cressoni Andrea Piccini               | Ferrari F154CB 3,9 L V8 Turbo  | M     | 211   | Incendie                                     |
| Abd.  | LMP2      | 21 | DragonSpeed USA           | Memo Rojas Juan Pablo Montoya Timothé Buret                   | Oreca 07                       | M     | 192   | Moteur                                       |
| Abd.  | LMP2      | 21 | DragonSpeed USA           | Memo Rojas Juan Pablo Montoya Timothé Buret                   | Gibson GK428 4,2 L V8 Atmo     | M     | 192   | Moteur                                       |
| Abd.  | LMGTE Pro | 63 | WeatherTech Racing        | Cooper MacNeil Jeff Segal Toni Vilander                       | Ferrari 488 GTE Evo            | M     | 185   | Dommages consécutifs à un accrochage         |
| Abd.  | LMGTE Pro | 63 | WeatherTech Racing        | Cooper MacNeil Jeff Segal Toni Vilander                       | Ferrari F154CB 3,9 L V8 Turbo  | M     | 185   | Dommages consécutifs à un accrochage         |
| Abd.  | LMGTE Am  | 70 | MR Racing                 | Kei Cozzolino Takeshi Kimura Vincent Abril                    | Ferrari 488 GTE Evo            | M     | 172   | Suspension                                   |
| Abd.  | LMGTE Am  | 70 | MR Racing                 | Kei Cozzolino Takeshi Kimura Vincent Abril                    | Ferrari F154CB 3,9 L V8 Turbo  | M     | 172   | Suspension                                   |
| Abd.  | LMP2      | 16 | G-Drive Racing by Algarve | Ryan Cullen Oliver Jarvis Nick Tandy                          | Aurus 01                       | G     | 105   | Problèmes électriques                        |
| Abd.  | LMP2      | 16 | G-Drive Racing by Algarve | Ryan Cullen Oliver Jarvis Nick Tandy                          | Gibson GK428 4,2 L V8 Atmo     | G     | 105   | Problèmes électriques                        |
| Abd.  | LMP2      | 30 | Duqueine Team             | Tristan Gommendy Jonathan Hirschi Konstantin Tereshchenko     | Oreca 07                       | M     | 100   | Accident                                     |
| Abd.  | LMP2      | 30 | Duqueine Team             | Tristan Gommendy Jonathan Hirschi Konstantin Tereshchenko     | Gibson GK428 4,2 L V8 Atmo     | M     | 100   | Accident                                     |
| Abd.  | LMP1      | 4  | ByKolles Racing           | Tom Dillmann Bruno Spengler Oliver Webb                       | ENSO CLM P1/01                 | M     | 97    | Sortie de piste                              |
| Abd.  | LMP1      | 4  | ByKolles Racing           | Tom Dillmann Bruno Spengler Oliver Webb                       | Gibson GK458 4,5 L V8 Atmo     | M     | 97    | Sortie de piste                              |
| Abd.  | LMP2      | 33 | High Class Racing         | Anders Fjordbach Mark Patterson Kenta Yamashita               | Oreca 07                       | M     | 88    | Boîte de vitesses                            |
| Abd.  | LMP2      | 33 | High Class Racing         | Anders Fjordbach Mark Patterson Kenta Yamashita               | Gibson GK428 4,2 L V8 Atmo     | M     | 88    | Boîte de vitesses                            |
| Abd.  | LMGTE Am  | 52 | AF Corse                  | Steffen Görig Christoph Ulrich Alexander West (de)            | Ferrari 488 GTE Evo            | M     | 80    | Accident                                     |
| Abd.  | LMGTE Am  | 52 | AF Corse                  | Steffen Görig Christoph Ulrich Alexander West (de)            | Ferrari F154CB 3,9 L V8 Turbo  | M     | 80    | Accident                                     |
| Abd.  | LMGTE Am  | 55 | Spirit of Race            | Duncan Cameron Matthew Griffin Aaron Scott                    | Ferrari 488 GTE Evo            | M     | 78    | Dommages consécutifs à une crevaison         |
| Abd.  | LMGTE Am  | 55 | Spirit of Race            | Duncan Cameron Matthew Griffin Aaron Scott                    | Ferrari F154CB 3,9 L V8 Turbo  | M     | 78    | Dommages consécutifs à une crevaison         |
| Abd.  | LMP2      | 11 | EuroInternational         | Adrien Tambay Erik Maris Christophe d'Ansembourg              | Ligier JS P217                 | M     | 26    | Alternateur                                  |
| Abd.  | LMP2      | 11 | EuroInternational         | Adrien Tambay Erik Maris Christophe d'Ansembourg              | Gibson GK428 4,2 L V8 Atmo     | M     | 26    | Alternateur                                  |
| Dsq.  | LMP2      | 37 | Jackie Chan DC Racing     | Gabriel Aubry Will Stevens Ho-Pin Tung                        | Oreca 07                       | G     | 141   | Disqualifié                                  |
| Dsq.  | LMP2      | 37 | Jackie Chan DC Racing     | Gabriel Aubry Will Stevens Ho-Pin Tung                        | Gibson GK428 4,2 L V8 Atmo     | G     | 141   | Disqualifié                                  |

## Records du tour
- Meilleur tour en course absolu :  Bruno Senna sur Rebellion R13 en 3 min 19 s 264 au tour 4[15].
- Meilleur tour en course catégorie LMP1 :  Bruno Senna sur Rebellion R13 en 3 min 19 s 264 au tour 4[15].
- Meilleur tour en course catégorie LMP2 :  Job van Uitert sur Oreca 07 en 3 min 27 s 508 au tour 248[15].
- Meilleur tour en course catégorie LMGTE Pro :  Alexander Lynn sur Aston Martin Vantage AMR en 3 min 50 s 321 au tour 182[15].
- Meilleur tour en course catégorie LMGTE Am :  Ross Gunn sur Aston Martin Vantage AMR en 3 min 52 s 449 au tour 2[15].

## Tours en tête
- no 7 Toyota TS050 Hybrid - Toyota Gazoo Racing : 170 tours (1-22 / 25-32 / 36-43 / 48-65 / 70-87 / 92-98 / 102-193)[16]
- no 8 Toyota TS050 Hybrid - Toyota Gazoo Racing : 217 tours (23-24 / 33-35 / 44-47 / 66-69 / 88-91 / 99-104 / 194-387)

## À noter
- Longueur du circuit : 13,626 km
- Distance parcourue par les vainqueurs : 5 273,145 9 km
- Retour du dirigeable Goodyear au-dessus de l'épreuve[17]